# Alchisme virescens
Alchisme virescens är en insektsart som beskrevs av Leon Fairmaire. Alchisme virescens ingår i släktet Alchisme och familjen hornstritar. Inga underarter finns listade i Catalogue of Life.